# Herdmania japonica
Herdmania japonica är en sjöpungsart som först beskrevs av Hartmeyer 1909.  Herdmania japonica ingår i släktet Herdmania och familjen lädermantlade sjöpungar. Inga underarter finns listade i Catalogue of Life.